# Morisonia
Morisonia  es un género de plantas con flores  pertenecientes a la familia Capparaceae.  Comprende 9 especies descritas y  de estas, solo 2 aceptadas.

## Taxonomía
El género fue descrito por Carlos Linneo  y publicado en Species Plantarum 1: 503. 1753. La especie tipo es: Morisonia americana L.	

## Especies aceptadas
A continuación se brinda un listado de las especies del género Morisonia aceptadas hasta octubre de 2013, ordenadas alfabéticamente. Para cada una se indica el nombre binomial seguido del autor, abreviado según las convenciones y usos.
- Morisonia americana L. - árbol del diablo[3]
- Morisonia oblongifolia Britton